# Transport d'hydravions

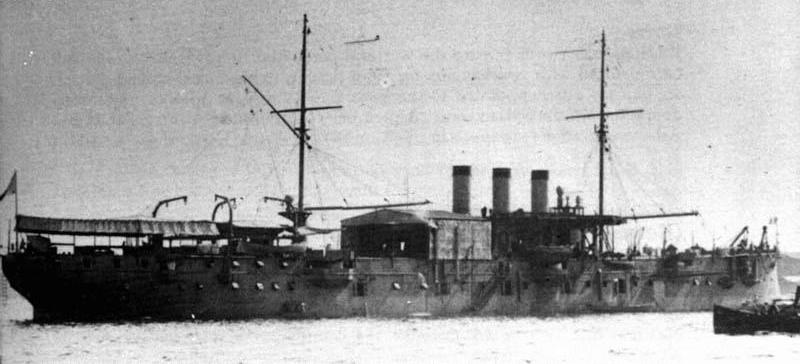
Le premier porte-hydravions, la Foudre, en 1912.

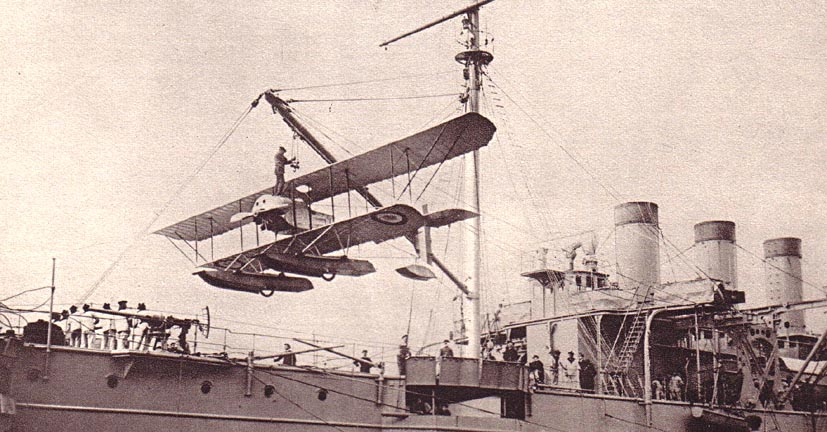
Embarquement d’un hydravion Caudron à bord de la Foudre en 1914.

Un transport d’hydravions est un navire de guerre qui sert de base flottante pour mettre en œuvre des hydravions.
Contrairement aux porte-avions et aux porte-hélicoptères, le transport d’hydravions ne dispose pas d’un pont d’envol mais les hydravions sont lancés par des catapultes et amerrissent à proximité du transport d’hydravions.
Un transport d’hydravions est constitué des éléments suivants :
- Les catapultes permettent de donner à l’hydravion une vitesse suffisante pour voler.
- Les grues servent à récupérer les hydravions lorsque ceux-ci ont amerri.
- Le hangar où sont stockés et entretenus les hydravions.

Les transports d’hydravions étaient surtout utilisés dans les marines militaires pendant la première moitié du XXe siècle.

## Les transports d’hydravions américains
- USS Langley, porte-avions transformé en transport d’hydravions en 1937.
- USS Curtiss ;
- USS Mississippi ;
- USS Currituck ;
- USS Pine Island ;
- USS Tangier, ancien cargo.

## Les transports d’hydravions britanniques

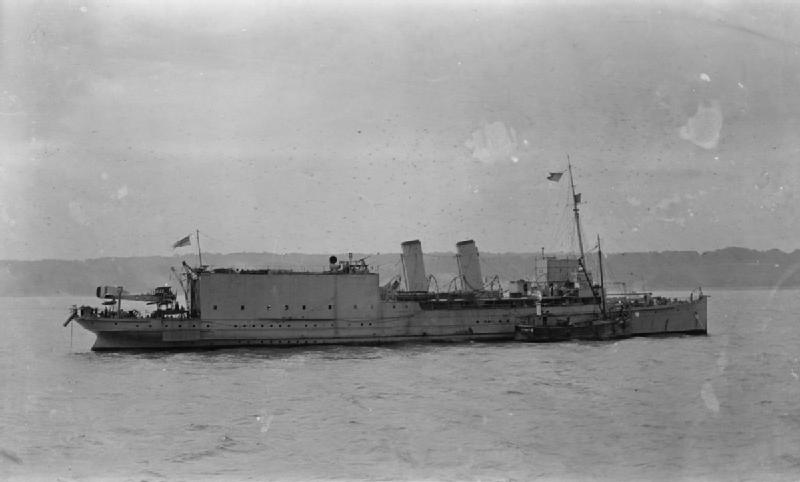
L’HMS Engadine en 1916.

- HMS Ark Royal ;
- HMS Ben-my-chree ;
- HMS Engadine ;
- HMS Campania ;
- HMS Riviera.

## Les transports d’hydravions français

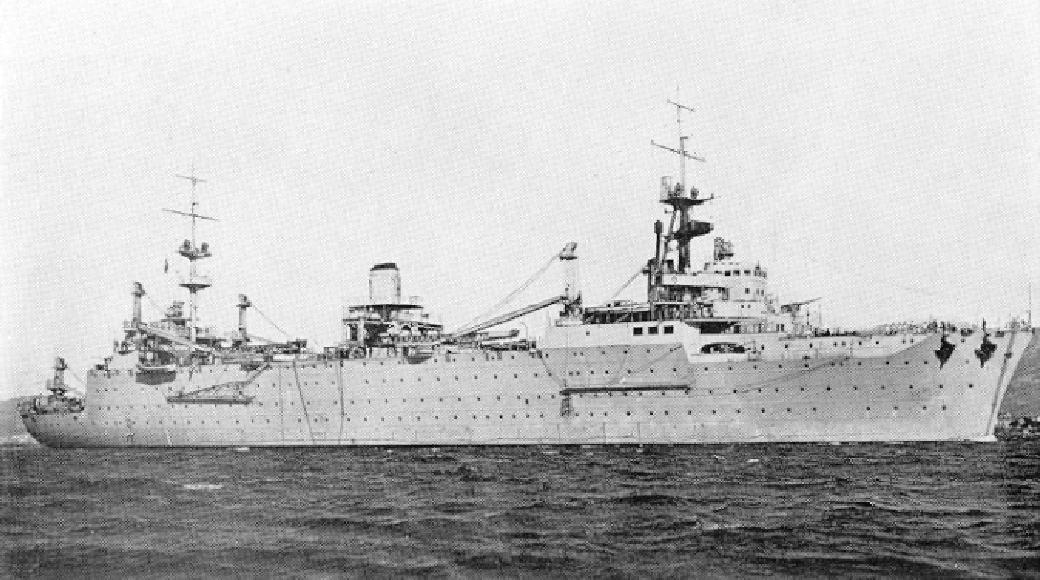
Le transport d'hydravions français Commandant Teste en 1942.

- La Foudre, 1911-1921, ancien transport de torpilleurs lancé le 20 octobre 1895, 5 791 tonnes et 4 hydravions ;
- Le Rouen, 2 août 1914- , ancien paquebot lancé en 1912 de 92 mètres de longueur, 10,5 de largeur et 2,9 de tirant d'eau, embarquant 4 hydravions, escortant les convois en Méditerranée) ;
- Le Pas-de-Calais, 3 août 1914-1919, ancien cargo lancé en 1898 et basé à Cherbourg en 1916-1917 ;
- Le Campinas, 8 mars 1915- , ancien cargo lancé en 1896, 3 319 tonnes, 108,8 mètres de longueur, 12,8 m de largeur et 7 m de tirant d'eau, embarquant de 6 à 8 hydravions, servant dans la zone du canal de Suez en 1916) ;
- Le Nord, 22 novembre 1915-1919, ancien cargo lancé en 1898 de 103 mètres de longueur, 10,6 m de largeur et 3,4 m de tirant d'eau, embarquant 3 hydravions, opérant depuis Dunkerque) ;
- Le Commandant Teste, 1932-27 novembre 1942, lancé à Bordeaux en 1929, 10 000 tonnes et 26 hydravions[1].

## Les transports d’hydravions japonais

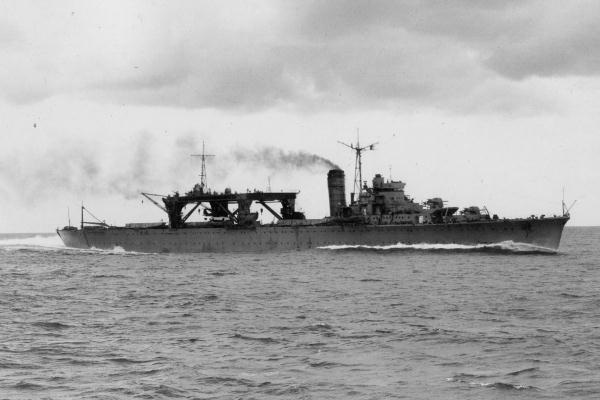
Le Chiyoda en 1938

## Les transports d’hydravions japonais[2]
- Wakamiya (en), 1914-1931
- Notoro, 1924-1944, (retransformé en navire-citerne en 1941)
- Tsurumi, 1924-1941, (retransformé en navire-citerne en 1941)
- Kamoi, 1933-1943, (retransformé en navire-citerne en 1943)
- Mizuho, 1939-1942, torpillé et coulé le 2 mai 1942
- Nisshin, 1942-1943, coulé par une attaque aérienne le 23 juin 1943
- Chitose, 1938-1943, (reconstruit en porte-avions léger en 1943)
- Chiyoda, 1938-1943, (reconstruit en porte-avions léger en 1943)
- Cuirassé Ise, 1943-1945
- Cuirassé Hyuga, 1943-1945

## Les transports d’hydravions ailleurs dans le monde
- Europa, 1916, Italie.
- Dedalo, 1922, Espagne.
- Giuseppe Miraglia, 1927, Italie.
- HMAS Albatross, 1928, Australie.
- Cubango, 1931, Portugal.
- HMS Gotland, Suède.
- L’Ostmark, 1936-1940, Allemagne, Porte hydravion civil de la compagnie aérienne Lufthansa[3].